# Sarkozaur
Sarkozaur (Sarcosaurus) – ceratozaur z nadrodziny celofyzoidów (Coelophysoidea).
Żył w okresie wczesnej jury (ok. 202-195 mln lat temu) na terenach Europy. Długość ciała 3,5 m, wysokość ok. 1,6 m. Jego szczątki znaleziono w Anglii.

## Etymologia
Sarcosaurus: gr. σαρξ sarx, σαρκος sarkos „mięso”; σαυρος sauros „jaszczurka”.